# 문성동
문성동(文城洞)은 충청남도 천안시 동남구의 행정동이다. 법정동은 문화동과 성황동을 관할하기 때문에 첫글자를 따서 문성동이라고 하였다.

## 연혁
- 1920년 천안군 읍내리 분리(대화정, 영정)
- 1946년 일본식동명 개칭(대화정 → 문화동, 영정 → 성황동)
- 1963년 1월 1일 천안시 승격
- 1970년 7월 1일 천안시 중부출장소 개설
- 1975년 1월 1일 문성동사무소 개칭
- 2007년 9월 10일 현 청사 문화동 39-4번지로 이전

## 법정동
- 성황동
- 문화동
- 원성동

## 아파트
| 단지명                   | 건설사     | 시행사                               | 주소                     | 입주       | 비고                |
| ------------------------ | ---------- | ------------------------------------ | ------------------------ | ---------- | ------------------- |
| 천안역 필하우스 에듀시티 | 한성건설㈜ | 문성·원성지구 주택재개발정비사업조합 | 동남구 성황로 40 (1단지) | 2022년 4월 | 문성원성지구 재개발 |
| 천안역 필하우스 에듀시티 | 한성건설㈜ | 문성·원성지구 주택재개발정비사업조합 | 동남구 성황로 66 (2단지) | 2022년 4월 | 문성원성지구 재개발 |

## 교육
- 천안초등학교
- 복자여자중학교
- 복자여자고등학교
- 천안북중학교
- 천안공업고등학교